# 黑龙江省公安厅安康医院
黑龙江省公安厅安康医院隶属于黑龙江省公安厅，位于黑龙江省哈尔滨市香坊区向阳乡东平村。该医院是一所安康医院，是对危害社会治安的精神病人依法进行强制医疗的专门机构，负责黑龙江省肇事肇祸精神病人的治疗、管理、康复及防治。同时该医院还负责强制隔离戒毒、戒毒康复、司法精神病学鉴定等工作。

## 简介
该医院始建于1982年4月。1983年7月该医院正式开院。1993年，经黑龙江省禁毒委员会办公室和黑龙江省卫生厅批准，在安康医院的基础上，设立了黑龙江省药物依赖治疗中心， 专门收治各类毒品成瘾人员。1997年5月，在黑龙江省药物依赖治疗中心的基础上，成立了黑龙江省公安厅强制戒毒所，属于该安康医院的内设机构。 2007年，该医院新楼落成。同时黑龙江省公安厅戒毒康复中心也依托医院成立，康复中心大楼于2007年竣工，2008年举办了落成剪彩仪式。